# Murexia
Genre

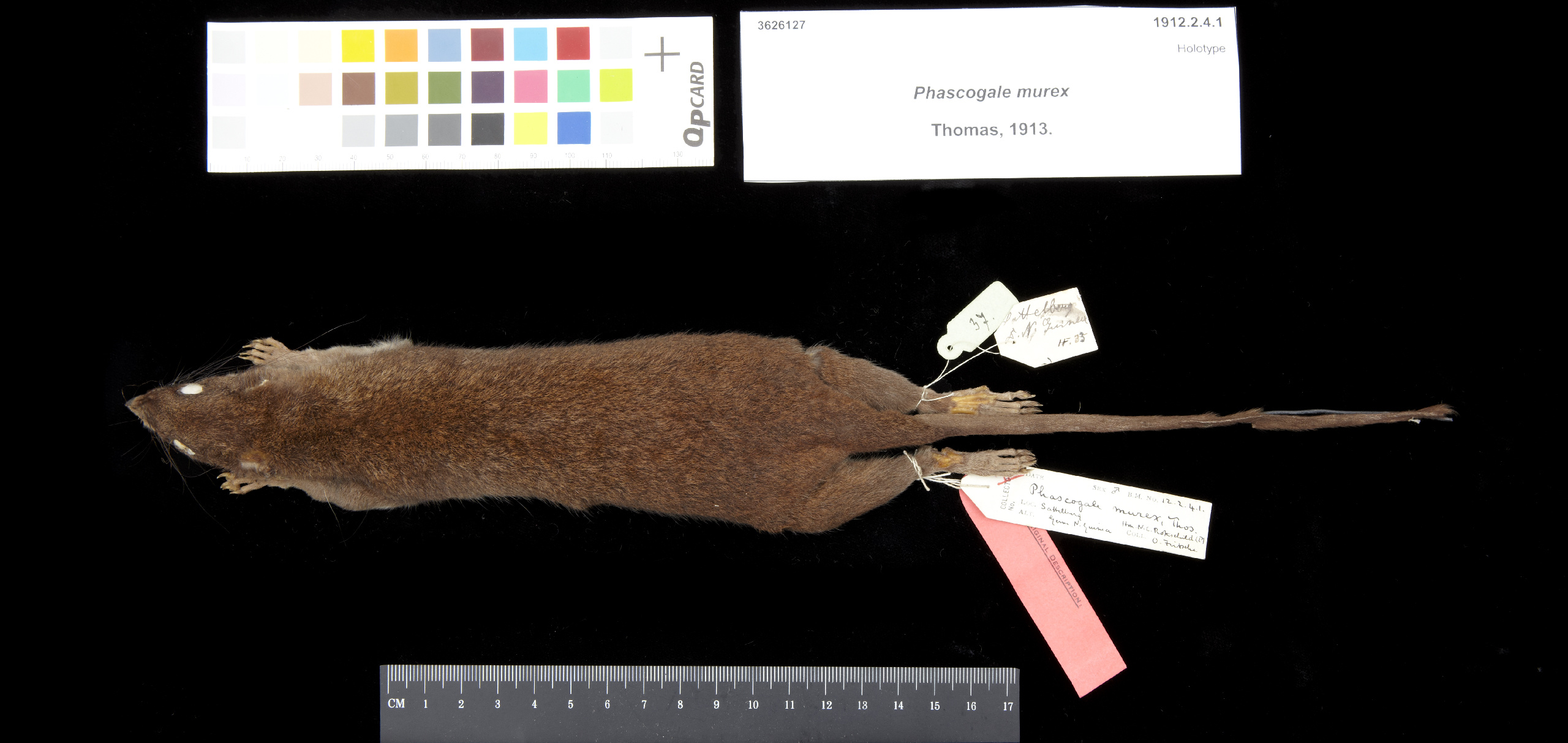
Un murexia longicaudata étendu par et mesuré

Le genre Murexia est composé de deux espèces de marsupiaux de la famille des Dasyuridae :
- Murexia longicaudata
- Murexia rothschildi